# デコレ村の絵文字たち
デコレ村の絵文字たち®（デコレむらのえもじたち）とは、トリワークスが製作したKDDI／沖縄セルラー電話の各au携帯電話の絵文字を元にした各種キャラクターのことである。なお、2009年7月1日より名称をラブハピ™（LOVE HAPPY & Co.）に改称した。

## 概要
本来はトリワークス、ラブハピ、KDDIの各3社で共同運営しているau公式携帯サイト「デコレ＆絵文字デラックス」のキャラクターである。しかし、2007年12月に、トリワークス側が、大規模展開することを発表。2008年3月3日に音楽CDと書籍を発売、以後幅広い事業での商品開発･コンテンツ提供を行う予定である。

## キャラクター
※ 『キャラクター名』…『ベースになっている絵文字』で表す。
- にゃんた…ネコ（性別：♂）
- ジーヌ…イヌ（性別：♂）
- ヤッチー…サル（性別：♂）
- トミコ…ブタ（性別：♀）
- まーちゃん…コアラ（性別：♀）
- とらごん…トラ（性別：♂）
- ブゥ博士…クマ（性別：♂）
- あみちゃん…カエル（性別：♀）
- 長老…カメ（性別：♂）
- ハンキー…パンダ（性別：♂）
- パンキー…パンダ（性別：♂）
- シズネ…ネズミ（性別：♀）
- マメ…黄色いマメらしきものに顔や手足がついている絵文字（性別：♂）
- フリッパー…ペンギン（性別：♀）
- ジーネ…イヌ＋赤いリボン[1]（性別：♀）
- ジーノ…イヌ+空色のリュックサック[2]（性別：♂）
- エイリアン…宇宙人（性別：？）

## 音楽CD
音楽シーンで活躍しているアーティストたちが全14キャラをシークレットで担当し、キャラクターソングとして発売される。(どのキャラを誰が担当しているかは不明である。)
- 「いちにのサンキュー ～メールのうた～」/デコレ村のにゃんた(2008年3月3日、1239枚限定で発売)
  - にゃんただけではなく、カップリングではエイリアン、ヤッチー、トミコが歌っている曲もある。

- 「上を向いて歩こう」/デコレ村オールスターズ（2008年5月5日発売）
  - 坂本九の曲をカバーしたもの。

## 書籍
- 「デコレ村の絵文字たちシリーズ　神様がやってきた!」(2008年3月3日発売)
  - 作者は「尾崎豊ストーリー 未成年のまんまで」の作者でもある落合昇平である。(監修は佐藤剛)

- 「デコレの子守唄」（2008年5月5日発売）